# جلوگیر (ایذه)
جلوگیر (ایذه)، روستایی از توابع بخش مرکزی شهرستان ایذه در استان خوزستان ایران است.

## جمعیت
این روستا در دهستان مرغا قرار دارد و براساس سرشماری مرکز آمار ایران در سال ۱۳۸۵، جمعیت آن ۱۰۳ نفر (۱۷خانوار) بوده‌است.مردم این روستا از طایفه بابادی عکاشه میباشند و به زبان بختیاری صحبت میکنند.